# Walter Huston
Walter Huston (født 6. april 1884 i Toronto, Ontario, Canada, død 7. april 1950 i Hollywood, Californien) var en canadisk-amerikansk skuespiller.
Han er far til skuespiller og instruktør John Huston, og bedstefar til skuespiller Anjelica Huston. Han vandt en Oscar, i klassen bedste mandlige birolle, for sin rolle som "Howard" i filmen Tre mand søger guld. Han har en stjerne på Hollywood Walk of Fame.